# Lega Nazionale American Football 2011
La stagione 2011 della Serie A2 LENAF, è stata la 4ª edizione del campionato di football americano di secondo livello organizzato dalla Federazione Italiana Di American Football (FIDAF). Il torneo è iniziato il 5 marzo 2011 ed è terminato con la disputa del IV Italian Bowl.
Al campionato hanno partecipato 21 squadre, divise in 4 gironi. Le qualificate ai playoff sono state le prime 8 della classifica generale.

## Squadre partecipanti

### Girone Ovest
| Club                         | Città (prov.)              |
| ---------------------------- | -------------------------- |
| Frogs Legnano                | Legnano (MI)               |
| Red Jackets Sarzana          | La Spezia                  |
| Giaguari Torino              | Torino                     |
| Predatori Golfo del Tigullio | Chiavari (GE)              |
| Daemons Martesana            | Cernusco sul Naviglio (MI) |
| Puma Bresso                  | Bresso (MI)                |

### Girone Centro
| Club            | Città (prov.) |
| --------------- | ------------- |
| Lions Bergamo   | Bergamo       |
| Guelfi Firenze  | Firenze       |
| Redskins Verona | Verona        |
| Mastini Verona  | Verona        |
| Titans Romagna  | Forlì         |

### Girone Est
| Club              | Città (prov.) |
| ----------------- | ------------- |
| Draghi Udine      | Udine         |
| Mustangs Trieste  | Trieste       |
| Islanders Venezia | Venezia       |
| Saints Padova     | Padova        |
| Muli Trieste      | Trieste       |

### Girone Sud
| Club              | Città (prov.) |
| ----------------- | ------------- |
| Barbari Roma Nord | Roma          |
| Sharks Palermo    | Palermo       |
| Angels Pesaro     | Pesaro        |
| Briganti Napoli   | Napoli        |
| Grizzlies Roma    | Roma          |

## Regular season

### Calendario
Dati aggiornati al 19 marzo 2011.

#### 1ª giornata
| Favaro Veneto 5 marzo 2011, ore 20:30 | Islanders Venezia | 12 – 8 | Saints Padova | C.S., via Monte Cervino 43 |

| Roma 6 marzo 2011, ore 14:00 | Grizzlies Roma | 43 – 7 | Frogs Legnano | Stadio P. Rosi, via dei Campi Sportivi 7 |

#### 2ª giornata
| Bresso 12 marzo 2011, ore 21:00 | Puma Bresso | 47 – 21 | Frogs Legnano | C.S., via G. Deledda |

| Bresso 12 marzo 2011, ore 21:00 | Muli Trieste | 13 – 20 | Giaguari Torino | Stadio G.Ferrini, p.le delle Puglie 1 |

| Chiavari 12 marzo 2011, ore 21:00 | Predatori Golfo del Tigullio | 13 – 40 | Red Jackets Sarzana | C.S. Daneri |

| Udine 12 marzo 2011, ore 21:00 | Draghi Udine | 13 – 7 | Angels Pesaro | C.S. G. Centazzo, via della Roggia |

| Palermo 13 marzo 2011, ore 13:00 | Sharks Palermo | 15 – 8 | Mastini Verona | Ribolla Campi di Calcio, viale Leonardo da Vinci 639 |

| San Giovanni Lupatoto 13 marzo 2011, ore 14:30 | Redskins Verona | 28 – 9 | Islanders Venezia | Campo Nino, Mozzo S. Giovanni |

| Bergamo 13 marzo 2011, ore 15:00 | Lions Bergamo | 35 – 7 | Mustangs Trieste | Cittadella dello Sport, via Monte Gleno |

| Roma 13 marzo 2011, ore 15:00 | Barbari Roma Nord | 20 – 26 | Daemons Martesana | C.S. Alfredo Monza, via del Baiardo 28 |

| Roma 13 marzo 2011, ore 16:30 | Guelfi Firenze | 28 – 0 | Briganti Napoli | Motovelodromo delle Cascine, via del Fosso Macinante 13 |

#### 3ª giornata
| Roma 19 marzo 2011, ore 15:00 | Grizzlies Roma | 12 – 14 | Barbari Roma Nord | Stadio P. Rosi, via dei Campi Sportivi 7 |

| Trieste 19 marzo 2011, ore 21:00 | Mustangs Trieste | 18 – 14 | Draghi Udine | Stadio G. Ferrini, p.le delle Puglie 1 |

| Pesaro 19 marzo 2011, ore 14:30 | Angels Pesaro | 34 – 0 | Muli Trieste | C.S., via Respighi |

| Osio Sotto 19 marzo 2011, ore 14:30 | Lions Bergamo | 19 – 25 | Guelfi Firenze | C.S., via delle Industrie |

| Forlì 19 marzo 2011, ore 15:00 | Titans Romagna | 13 – 0 | Redskins Verona | C.S. G. Casadei, via Monda 3 |

| Napoli 19 marzo 2011, ore 15:00 | Briganti Napoli | 7 – 21 | Sharks Palermo | Stadio Collana, via Ribera |

### Classifiche

#### Girone Ovest
| Pos. | Squadra                      | %V    | G | V | P | PF  | PS  |
| ---- | ---------------------------- | ----- | - | - | - | --- | --- |
| 1    | Daemons Martesana            | 1.000 | 8 | 8 | 0 | 276 | 97  |
| 2    | Red Jackets Sarzana          | .625  | 8 | 5 | 3 | 236 | 164 |
| 3    | Giaguari Torino              | .625  | 8 | 5 | 3 | 214 | 151 |
| 4    | Frogs Legnano                | .250  | 8 | 2 | 6 | 178 | 301 |
| 5    | Puma Bresso                  | .250  | 8 | 2 | 6 | 99  | 251 |
| 6    | Predatori Golfo del Tigullio | .125  | 8 | 1 | 7 | 58  | 229 |

#### Girone Centro
| Pos. | Squadra         | %V   | G | V | P | PF  | PS  |
| ---- | --------------- | ---- | - | - | - | --- | --- |
| 1    | Lions Bergamo   | .875 | 8 | 7 | 1 | 255 | 58  |
| 2    | Titans Romagna  | .875 | 8 | 7 | 1 | 238 | 62  |
| 3    | Guelfi Firenze  | .875 | 8 | 7 | 1 | 189 | 77  |
| 4    | Redskins Verona | .625 | 8 | 5 | 3 | 165 | 138 |
| 5    | Mastini Verona  | .250 | 8 | 2 | 6 | 116 | 205 |

#### Girone Est
| Pos. | Squadra           | %V   | G | V | P | PF  | PS  |
| ---- | ----------------- | ---- | - | - | - | --- | --- |
| 1    | Islanders Venezia | .625 | 8 | 5 | 3 | 187 | 153 |
| 2    | Draghi Udine      | .625 | 8 | 5 | 3 | 168 | 151 |
| 3    | Saints Padova     | .250 | 8 | 2 | 6 | 70  | 174 |
| 4    | Mustangs Trieste  | .125 | 8 | 1 | 7 | 83  | 173 |
| 5    | Muli Trieste      | .125 | 8 | 1 | 7 | 106 | 277 |

#### Girone Sud
| Pos. | Squadra           | %V   | G | V | P | PF  | PS  |
| ---- | ----------------- | ---- | - | - | - | --- | --- |
| 1    | Barbari Roma Nord | .875 | 8 | 7 | 1 | 249 | 83  |
| 2    | Sharks Palermo    | .625 | 8 | 5 | 3 | 86  | 134 |
| 3    | Grizzlies Roma    | .375 | 8 | 3 | 5 | 186 | 156 |
| 4    | Angels Pesaro     | .375 | 8 | 3 | 5 | 134 | 163 |
| 5    | Briganti Napoli   | .125 | 8 | 1 | 7 | 90  | 186 |

## Playoff

### Tabellone
|  | Wild card           | Wild card           |                 |                   | Quarti di finale | Quarti di finale  |    |  | Semifinali | Semifinali |  |  | IV Italian Bowl LENAF | IV Italian Bowl LENAF |
|  |                     |                     |                 |                   |                  |                   |    |  |            |            |  |  |                       |                       |
|  |                     |                     |                 |                   |                  |                   |    |  |            |            |  |  |                       |                       |
|  |                     |                     |                 |                   |                  |                   |    |  |            |            |  |  |                       |                       |
|  | Lions Bergamo       | 37                  |                 |                   |                  |                   |    |  |            |            |  |  |                       |                       |
|  | Lions Bergamo       | 37                  | Sharks Palermo  | 28                |                  |                   |    |  |            |            |  |  |                       |                       |
|  |                     | Sharks Palermo      | Sharks Palermo  | 28                | 3                |                   |    |  |            |            |  |  |                       |                       |
|  | Giaguari Torino     | Sharks Palermo      | 0               |                   | 3                | Lions Bergamo     | 48 |  |            |            |  |  |                       |                       |
|  | Giaguari Torino     |                     | 0               |                   |                  | Lions Bergamo     | 48 |  |            |            |  |  |                       |                       |
|  |                     |                     |                 | Barbari Roma Nord | 0                |                   |    |  |            |            |  |  |                       |                       |
|  | Barbari Roma Nord   | 21                  |                 | Barbari Roma Nord | 0                |                   |    |  |            |            |  |  |                       |                       |
|  | Barbari Roma Nord   | 21                  | Guelfi Firenze  | 55                |                  |                   |    |  |            |            |  |  |                       |                       |
|  |                     | Guelfi Firenze      | Guelfi Firenze  | 55                | 14 ot            |                   |    |  |            |            |  |  |                       |                       |
|  | Islanders Venezia   | Guelfi Firenze      | 7               |                   | 14 ot            | Lions Bergamo     | 15 |  |            |            |  |  |                       |                       |
|  | Islanders Venezia   |                     | 7               |                   |                  | Lions Bergamo     | 15 |  |            |            |  |  |                       |                       |
|  |                     |                     |                 | Titans Romagna    | 6                |                   |    |  |            |            |  |  |                       |                       |
|  | Daemons Martesana   | 35                  |                 | Titans Romagna    | 6                |                   |    |  |            |            |  |  |                       |                       |
|  | Daemons Martesana   | 35                  | Redskins Verona | 42                |                  |                   |    |  |            |            |  |  |                       |                       |
|  |                     | Red Jackets Sarzana | Redskins Verona | 42                | 24               |                   |    |  |            |            |  |  |                       |                       |
|  | Red Jackets Sarzana | Red Jackets Sarzana | 50              |                   | 24               | Daemons Martesana | 14 |  |            |            |  |  |                       |                       |
|  | Red Jackets Sarzana |                     | 50              |                   |                  | Daemons Martesana | 14 |  |            |            |  |  |                       |                       |
|  |                     |                     |                 | Titans Romagna    | 17               |                   |    |  |            |            |  |  |                       |                       |
|  | Draghi Udine        | 9                   |                 | Titans Romagna    | 17               |                   |    |  |            |            |  |  |                       |                       |
|  | Draghi Udine        | 9                   | Titans Romagna  | 21                |                  |                   |    |  |            |            |  |  |                       |                       |
|  |                     | Titans Romagna      | Titans Romagna  | 21                | 27               |                   |    |  |            |            |  |  |                       |                       |
|  | Angels Pesaro       | Titans Romagna      | 3               |                   | 27               |                   |    |  |            |            |  |  |                       |                       |
|  | Angels Pesaro       |                     | 3               |                   |                  |                   |    |  |            |            |  |  |                       |                       |

### IV Italian Bowl LENAF
Il IV Italian Bowl si è disputato il 3 luglio 2011 allo Stadio Primo Nebiolo di Torino. L'incontro è stato vinto dai Lions Bergamo sui Titans Romagna con il risultato di 15 a 6.

## Verdetti
- Lions Bergamo vincitori dell'Italian Bowl IV.